# Abu Mohammad al-Adnani
Taha Subhi Falaha (1977 - 2016) , conocido como Abu Muhammad al-Adnani al-Shami (en árabe: أبومحمدالعدناني‎) fue un terrorista de origen sirio, portavoz oficial y alto dirigente del Estado Islámico (Daesh). Fue descrito como el líder del grupo en Siria y el jefe de sus operaciones exteriores. Era el segundo líder más alto del grupo yihadista después de su líder Abu Bakr al-Baghdadi.
Los medios de comunicación señalaron en agosto de 2016 que estaba a cargo de una unidad especial de inteligencia conocida como Emni, que fue establecida por Estado Islámico en 2014 con el doble objetivo de vigilancia interna y ejecución de operaciones fuera del territorio del Daesh. El Departamento de Estado de los EE. UU. anunció el 5 de mayo de 2015 una recompensa de hasta US$5 millones por información que condujera a su captura.
El 30 de agosto de 2016, la agencia de noticias Amaq informó que Adnani murió en Alepo. Un alto funcionario no identificado de defensa de Estados Unidos dijo que "fuerzas de la coalición llevaron a cabo un ataque aéreo en Al Bab, Siria, apuntando a un alto líder de Daesh", y que aún estaban tratando de confirmar si fue muerto. La Fuerza Aérea de los Estados Unidos y la Fuerza Aérea Militar de Rusia disputaron la ejecución de su muerte vía bombardeo aéreo.

## Orígenes
Al-Adnani nació en 1977 en la ciudad de Beenish, en el campo de la gobernación de Idlib, en el oeste de Siria. Su madre era Khadija Hamed.
Fue citado para ser interrogado en varias ocasiones por la Dirección General de Inteligencia de Siria, y fue detenido tres veces. Una de las ocasiones en que fue arrestado fue cuando pasaba por al-Bukamal en su camino a Irak por primera vez. Pasó meses en la cárcel y finalmente fue liberado después de que se negó a divulgar información, a pesar de haber sido torturado.

## Irak
De acuerdo con una biografía escrita por el bareiní y gran muftí del Daesh, Turki al-Binali, Adnani comenzó su vida como un militante islámico en el año 2000. Su principal maestro fue Abu Anas al-Shami. Juró lealtad a Abu Musab al Zarqaui, junto con otros treinta y cinco, con un plan para luchar contra el gobierno sirio de Bashar al-Ásad. Sin embargo, tras la invasión estadounidense de Irak en 2003, Adnani se convirtió en uno de los primeros combatientes extranjeros en oponerse a las fuerzas de la coalición en Irak.
Fue uno de los últimos en evacuar la ciudad de Faluya después de la segunda batalla de Faluya junto a Abu Hamza al-Muhajir.
En mayo de 2005 fue detenido por las fuerzas de la coalición en Al Anbar en Irak, bajo un nombre falso, "Yasser Khalaf al-Hussein NazalRawi", y fue liberado en 2010.
En diciembre de 2012, un funcionario de inteligencia iraquí dijo que estaba utilizando un gran número de alias, como "Abu Mohamed al-Adnani, Taha al-Banshi, Jaber Taha Falah, Abu Bakr al-Jattab y Abu Sadek al-Rawi". Fue detenido al menos dos veces por los estadounidenses, y pasó casi seis años en su custodia. Él vivía en el distrito de Haditha de la provincia de Anbar, en el oeste de Irak.
Fue muy respetado por sus compañeros de lucha a lo largo de su tiempo en la yihad, con Abu Omar al-Baghdadi diciendo sobre él: "será por este hombre todo el asunto (de la yihad)". Abu Musab al-Zarqaui confiaba en él tanto que le permitió tomar decisiones ejecutivas de forma independiente, diciendo: "no me consulten sobre asuntos, solo contáctenme". También fue el maestro de Manaf Abd al-Rahim al-Rawi. Según el alemán Harry Sarfo, un exmiembro del grupo, "el gran hombre detrás de todo es Abu Muhammad al-Adnani" [...] "él es la cabeza de la Emni, y él es el jefe de las fuerzas especiales también" [...] "todo recae sobre él".
El 15 de agosto de 2014, al-Adnani fue sancionado por el Consejo de Seguridad de las Naciones Unidas. El 18 de agosto del mismo año, el Departamento de Estado de los Estados Unidos lo listó como un Terrorista Global Especialmente Designado.
El 4 de enero de 2016, según informes, fue gravemente herido por un ataque aéreo iraquí en Barwana, cerca de Haditha, Irak, siendo trasladado a Mosul para su recuperación. El 30 de agosto de 2016, según informes rusos, murió en un bombardeo aéreo de ese país en la provincia de Alepo.

## Portavoz del Estado Islámico
Como portavoz del Estado Islámico, Adnani hizo un considerable número de discursos. Su estilo retórico recibió atención. Abu al-Walid al-Salafi, un investigador, comentó: "he analizado los discursos de Baghdadi y Adnani psicológicamente más de una vez, y encontré un resultado: que el discurso de Adnani busca inspirar celo en el alma, mientras que el discurso de Baghdadi busca inspirar la calma". El estilo de hablar vitriólico de Adnani estableció su reputación como el "perro de ataque" del Estado Islámico, especialmente por sus denuncias contra Al Qaeda.